# Punitaqui
Punitaqui ist eine Stadt und Gemeinde in der Provinz Limarí in der Región de Coquimbo in Chile. Bei der Volkszählung im Jahr 2017 hatte sie 10.959 Einwohner. Die Gemeinde erstreckt sich über eine Fläche von 1339 km².

## Geschichte
Punitaqui war vor der Verwaltungsumstrukturierung von 1976 Teil des Ovalle-Departements.
Am 15. Oktober 1997 wurde die Stadt durch ein Erdbeben mit einer geschätzten Stärke von 7,1 MW beinahe zerstört. Die Schäden reichten vom nördlichen Teil der Región de Antofagasta bis zur südlichen Región de La Araucanía. Sowohl Santiago de Chile als auch die Región de Valparaíso verloren den Telefondienst und die Funkübertragung. Bei dem Beben kamen acht Menschen ums Leben, 360 wurden verletzt und 59.913 wurden obdachlos, die meisten davon in den Provinzen Elqui und Limarí.

## Bevölkerung
Laut der Volkszählung des Nationalen Statistikinstituts von 2002 hatte 9539 Einwohner (4791 Männer und 4748 Frauen). Die Bevölkerung wuchs zwischen 1992 und 2002 um 9,4 % (816 Personen). In städtischen Gebieten leben 3615 Einwohner und in ländlichen Gebieten 5924 Einwohner. Im Jahr 2017 zählte man 10.959 Personen.